# Pike Place Market

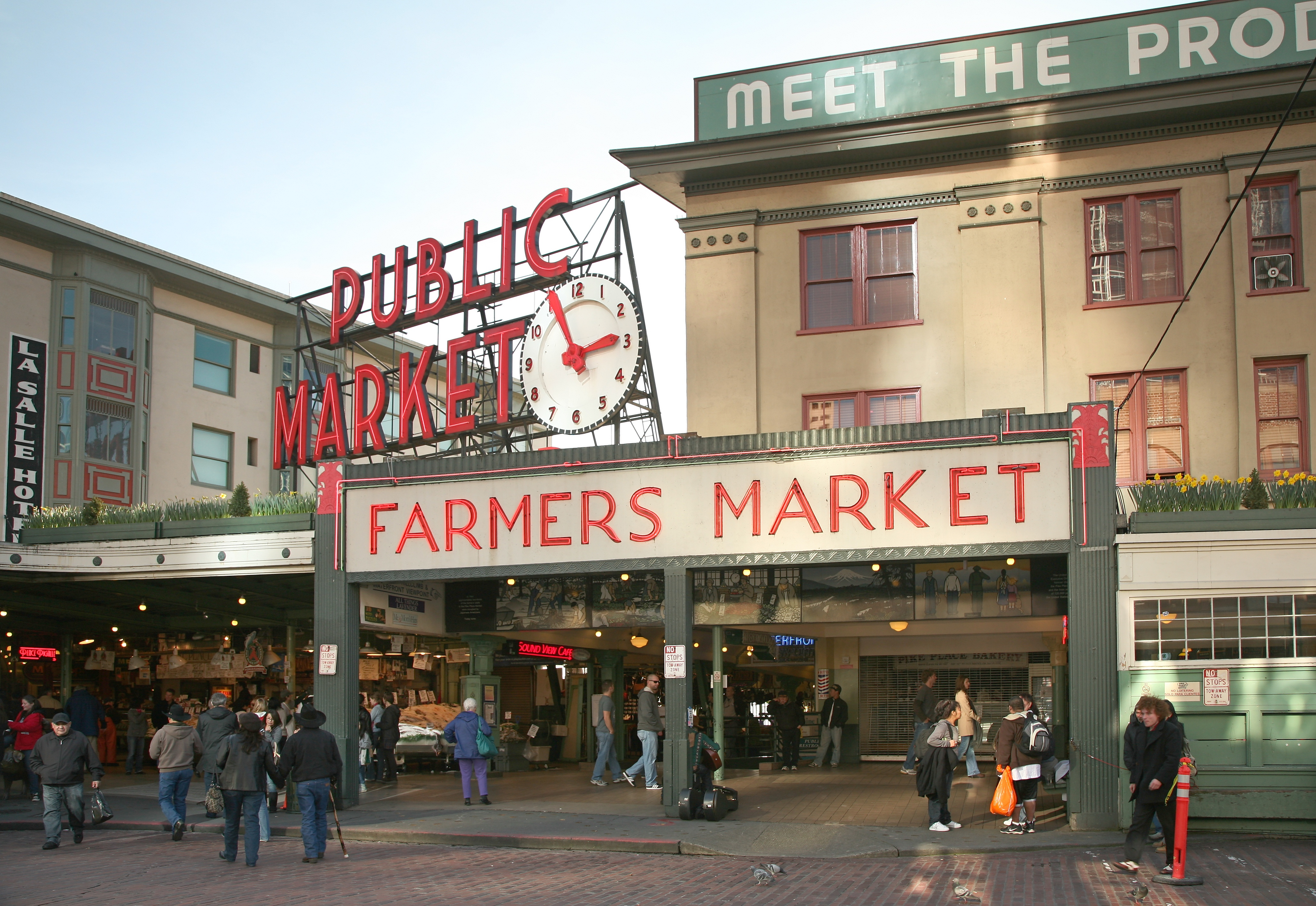
Pike Place Market w Seattle (2010)

Pike Place Market – publiczny targ, będący miejscem widokowym na Zatokę Elliotta w Seattle w stanie Waszyngton w Stanach Zjednoczonych. Rynek otwarty został 17 sierpnia 1907. Jest to jedno z najpopularniejszych miejsc w Seattle, położone w centrum miasta i zajmujące 9 akrów powierzchni.
W 1971 w pobliżu Pike Place Market otwarta została pierwsza na świecie kawiarnia Starbucks. Na Pike Place Market sklep został przeniesiony w 1976, gdzie funkcjonuje do dziś.